# Cleopatra (1999)
Die TV-Produktion Cleopatra aus dem Jahr 1999 ist eine der Verfilmungen des Lebens der letzten Pharaonin von Ägypten, Kleopatra VII.
Für den Film wurde das größte Set gebaut, das je in Marokko zu sehen war. Die Story basiert auf dem biographischen Roman von Margaret George (The memoirs of Cleopatra).
Noch während der Produktionsphase verstarb der Kostümdesigner Enrico Sabbatini an den Folgen eines Verkehrsunfalls.

## Kritiken
„Leben, Lieben und Sterben der ägyptischen Königin Cleopatra in Form einer aufwendig produzierten Fernseh-Miniserie. Dieser Aufwand steht jedoch in keinem Verhältnis zum Ergebnis, das recht unbekümmert mit den historischen Fakten umgeht und von Schauspielern getragen wird, die oft am Rande der Lächerlichkeit agieren. Zeichnet sich der erste Teil noch durch ein gewisses Tempo aus, geht dem zweiten rasch der historische wie inszenatorische Atem aus.“

„"Arche Noah"-Produzent Robert Halmi und seinem Regisseur Franc Roddam ("Moby Dick", 1998) dient diese Staatsaffäre als Hintergrund für den Großeinsatz von Menschen (20.000 Statisten), Tricks und Kulissen (Rom und Alexandria entstanden u. a. in Marokko neu). Dass sich die 30 Millionen Dollar teure Romanadaption nach Margaret Georges nicht mit dem legendären Liz-Taylor-Epos von 1963 messen kann, versteht sich. Mit einer Rosamunde-Pilcher-Verfilmung in der Antike dagegen schon. Intrigen, Liebe, Hass, alles überlebensgroß.“

## Auszeichnungen
Der TV-Film erhielt vier Emmy-Nominierungen:
- Beste Ausstattung
- Bestes Kostümdesign
- Bestes Haarstyling
- Beste Spezialeffekte

## Synchronsprecher
Die Synchronsprecher für die deutsche Fassung:
| - Cleopatra: Dascha Lehmann - Marcus Antonius: Charles Rettinghaus - Julius Caesar: Lutz Riedel - Octavian: Dietmar Wunder - Rufio: Reinhard Kuhnert - Olympos: Bernd Rumpf - Mardian: Peter Groeger - Grattius: Bernd Vollbrecht - Cornelius: Bodo Wolf (Synchronsprecher) - Ahenobarbus: Klaus-Dieter Klebsch - Cassius: Stefan Fredrich - Marcus Brutus: Hans-Jürgen Wolf - Casca: Gerald Paradies | - Arsinoe: Ghadah Al-Akel - Charmian: Karin David - Iris: Maja Dürr - Calpurnia: Katharina Koschny - Pothinus: Tom Deininger - Agrippa: Klaus Sonnenschein - Kapitän: Oliver Siebeck - Guevarius: Roland Hemmo - Hohepriester: Detlef Bierstedt - Jehoscheba: Andrea Solter - Lagermeister: Raimund Krone - Senator: Ulrich Voß |